# Cantón de Parthenay
El cantón de Parthenay es una división administrativa francesa, situada en el departamento de Deux-Sèvres y la región de Poitou-Charentes.

## Geografía
El cantón está organizado alrededor de Parthenay dentro del Distrito de Parthenay. Su altura media es de 173 m yendo del mínimo del propio Parthenay al máximo de 254 en La Chapelle-Bertrand.

## Composición
El cantón lo componen un grupo de 11 comunas y cuenta con 20 845 habitantes (población legal en 2006).
- Adilly
- Amailloux
- La Chapelle-Bertrand
- Châtillon-sur-Thouet
- Fénery
- Lageon
- Parthenay
- Pompaire
- Saint-Germain-de-Longue-Chaume
- Le Tallud
- Viennay

- Datos: Q1726640